# Agrupación Parroquial Beso de Judas
| Su nombre oficial y completo es Pro-Hermandad de Nuestro Padre Jesús de la Redención en el Beso de Judas, María Santísima de la Paz y Madre de Dios del Rocío, es una asociación religiosa Constituida en febrero de 2013 en la Parroquia de Nuestra Señora del Carmen, del barrio de Carrús en la ciudad de Elche (España). Realiza su Estación de Penitencia la tarde/noche del Sábado de Pasión, siendo la 1.ª Agrupación Parroquial de la ciudad. | Pro-Hermandad de Nuestro Padre Jesús de la Redención en el Beso de Judas, María Santísima del Paz y Madre de Dios del Rocío. Heráldica de la Pro Hermandad Localización País España Localidad Elche Sede canónica Parroquia de Nuestra Señora del Carmen Datos generales Casa de Hermandad Av. de Ausías March Nº14, bajo. Fundación 2013 Titulares Nuestro Padre Jesús de la Redención en el Beso de Judas María Santísima de la Paz Madre de Dios del Rocío. Pasos 2 Imágenes Nuestro Padre Jesús de la Redención en el Beso de Judas María Santísima de la Paz Túnica Antifaz Túnica Capa Zapatos Medalla Procesiones Día y hora Sábado de Pasión [ editar datos en Wikidata ] | |
| --- | --- | --- |
| A finales del mes de enero de 2013 cuando un grupo de cofrades de la Hermandad del Prendimiento oída la Junta Mayor de Cofradías y Hermandades de la ciudad de Elche, deciden reorganizarse cómo Agrupación Parroquial de Nuestro Padre Jesús Cautivo en el puente del Cedrón, María Santísima de la Paz y Madre de Dios del Rocío, paso previo existente en la Diócesis de Orihuela-Alicante a la erección canónica como hermandad, tras el visto bueno del párroco. La corporación es aprobada como Agrupación Parroquial el 7 de febrero de 2013 por el Obispado de la Diócesis Orihuela-Alicante, convirtiéndose en la primera Agrupación Parroquial de la ciudad de Elche. Los Primeros cultos de la Agrupación se realizaron en la Cuaresma de ese mismo año, culminando con la Estación de Penitencia Vísperas de Semana Santa, el Sábado de Pasión por las calles del barrio de Carrús. En la Navidad de 2013, al finalizar el concierto Kilos Solidarios que cada año organiza para recoger alimentos para Cáritas de las parroquias de San Francisco de Asís y Ntra. Sra. del Carmen, el párroco hizo público que sus Sagrados Titulares pasarían a recibir culto público permanentemente en la Parroquia. Desde su reorganización la Agrupación sigue colaborando estrechamente con la Parroquia en las fiestas en honor a la Virgen del Carmen, los costaleros de la misma portan a la Virgen del Carmen durante su Procesión de Gloria por las calles del barrio. El 8 de febrero de 2014 se celebra el primer aniversario de la Agrupación, con la celebración una Misa de Hermandad, asistiendo el presidente de la Junta Mayor de Cofradías y Hermandades de la ciudad de Elche, D. Francisco Javier García Mora y el vicepresidente de la misma D. Antonio García, además de representantes de distintas Hermandades de Elche y Alicante, desde este día sus Sagrados Titulares quedan expuestos permanentemente al culto público, ocupando el lateral izquierdo de la nave, en la Parroquia de Ntra. Sra. del Carmen de Carrús, donde está establecida canónicamente la Agrupación. El Viernes Santo de este mismo año Nuestro Padre Jesús de la Redención en el Beso de Judas participa por primera vez en el Vía crucis organizado por la Parroquia. El Sábado de Pasión de esa Cuaresma de 2014 se estrena la Parihuela portada a costal por una cuadrilla de hermanos costaleros mixta, siendo la primera de la ciudad en cargar a costal con cuadrilla mixta. En mayo se inician los trámites para ser erigidos como Hermandad Penitencial. En 2018 en consenso con la Junta Mayor de Cofradías y Hermandades de Elche, la Agrupación decide modificar el paso de misterio, representando el momento inicial de la Pasión de nuestro Señor, cuando El apóstol Judas Iscariote traiciona a su maestro con un beso.[cita requerida] | Pro-Hermandad de Nuestro Padre Jesús de la Redención en el Beso de Judas, María Santísima del Paz y Madre de Dios del Rocío. Heráldica de la Pro Hermandad Localización País España Localidad Elche Sede canónica Parroquia de Nuestra Señora del Carmen Datos generales Casa de Hermandad Av. de Ausías March Nº14, bajo. Fundación 2013 Titulares Nuestro Padre Jesús de la Redención en el Beso de Judas María Santísima de la Paz Madre de Dios del Rocío. Pasos 2 Imágenes Nuestro Padre Jesús de la Redención en el Beso de Judas María Santísima de la Paz Túnica Antifaz Túnica Capa Zapatos Medalla Procesiones Día y hora Sábado de Pasión [ editar datos en Wikidata ] | |
| Nuestro Padre Jesús de la Redención en el Beso de Judas | | |
| El paso de misterio de la Pro hermandad está presidido por la imagen de Nuestro Padre Jesús de la Redención en el Beso de Judas, obra del imaginero D. Francisco Javier López de Espino en Lucena, (Córdoba) en el año 2011, bendecida este mismo año en la Parroquia de Nuestra Señora del Carmen de Elche, sede canónica de la Agrupación desde su fundación. La imagen está realizada en madera de cedro real policromada al óleo, con una altura de 193 centímetros. La imagen tiene una amplia zancada, y la cabeza ligeramente inclinada hacia delante, pudiéndose observar restos del sudor de sangre. | Nuestro Padre Jesús de la Redención en el besode Judas | |
| María Santísima de la Paz | | |
| Imagen de dolorosa de candelero para vestir con manos articuladas, de tamaño natural (163 centímetros). La cabeza, las manos, el busto y los brazos están labrados en madera de cedro real, policromada al óleo y con ojos de cristal es obra del imaginero D. Víctor García Villalgordo en el año 2004 en Torrevieja, Alicante,fue bendecida en 2005 en la Parroquia de San Agantángelo de Elche. En el año 2017 es restaurada por su mismo autor D. Víctor García Villalgordo, fue repuesta al culto y bendecida de nuevo en la parroquia de Nuestra Sra. del Carmen del barrio de Carrús el 28 de octubre del mismo año. El escultor quiso mostrar una dolorosa de la escuela andaluza a tamaño natural semblante sereno, tez morena y ojos de cristal de color verde pardo. Se puede observar en detalle la boca entreabierta de la imagen apreciándose varios incisivos. Con su cabeza inclinada dirige la mirada hacia abajo, apreciándose en su rostro el rastro las lágrimas derramadas por su hijo. El 23 de enero de 2021 fue coronada litúrgicamente en la parroquia de Ntra. Sra. del Carmen. | Maria stma paz elche | |
| Madre de Dios del Rocío. | | |
| Titular de gloria de la Pro Hermandad, es representada por un simpecado. | | |
| Heráldica | | |
| En la parte superior aparece representado el Espíritu Santo con una paloma blanca con resplandores a su espalda. En la parte izquierda de la zona media de la heráldica aparece en una cartela el anagrama de Cristo (JHS) en un óvalo de color morado símbolo de penitencia, y en la cartela izquierda el anagrama mariano (Ave María) en color verde, símbolo de la esperanza de la resurrección. En la parte inferior del escudo cerrando este, aparece una rama de olivo representando la paz y una palma blanca símbolo de los mártires y típica de la ciudad de Elche. | | |
| Paso de Misterio | | |
| El misterio compuesto por 4 escenas, todas conectadas entre sí. La escena principal nos encontramos a Jesús y a Judas Iscariote en acción de besar a Jesús como señal de entrega. En el costado izquierdo aparece un miembro del sanedrín indicado al guardia a quien debe prender. En el costado contrario podemos observar al Apóstol Simón Pedro espada en mano, hiere a Malco, siervo del sumo sacerdote. En la parte de trasera del misterio tras el olivo aparece San Juan observa la escena mientras que Santiago huye del huerto de los olivos intentando que San Juan lo acompañe. El paso de misterio está siendo ejecutado por el escultor-imaginero D. Ramón Martín García, de El Viso del Alcor (Sevilla). El paso es portado por costaleros y costaleras a estilo sevillano, siendo el primer paso mixto a costal de la ciudad. | Paso de Misterio hermandad de la Redención de Elche (1) | |
| Paso de Misterio hermandad de la Redención de Elche () | | |
| Enlaces externos | | |
| - Página oficial de Facebook de la Pro Hermandad: https://www.facebook.com/RedencionElche/?locale=es_ES - Youtube oficial de la Pro Hermandad: https://www.youtube.com/@redencionelche - Instagram oficial de la Pro Hermandad: https://www.instagram.com/redencionelche/ | | |
| Pro-Hermandad de Nuestro Padre Jesús de la Redención en el Beso de Judas, María Santísima del Paz y Madre de Dios del Rocío. | | |
| Heráldica de la Pro Hermandad | | |
| Localización | | |
| País | España | España |
| Localidad | Elche | Elche |
| Sede canónica | Parroquia de Nuestra Señora del Carmen | Parroquia de Nuestra Señora del Carmen                                                                           |
| Datos generales | | |
| Casa de Hermandad | Av. de Ausías March Nº14, bajo. | Av. de Ausías March Nº14, bajo.                                                                                  |
| Fundación | 2013 | 2013 |
| Titulares | - Nuestro Padre Jesús de la Redención en el Beso de Judas - María Santísima de la Paz - Madre de Dios del Rocío. | - Nuestro Padre Jesús de la Redención en el Beso de Judas - María Santísima de la Paz - Madre de Dios del Rocío. |
| Pasos | 2 | 2 |
| Imágenes | Nuestro Padre Jesús de la Redención en el Beso de Judas María Santísima de la Paz | Nuestro Padre Jesús de la Redención en el Beso de Judas María Santísima de la Paz                                |
| Túnica | Antifaz Túnica Capa Zapatos Medalla | Antifaz Túnica Capa Zapatos Medalla                                                                              |
| Procesiones | | |
| Día y hora | Sábado de Pasión | Sábado de Pasión                                                                                                 |
| [ editar datos en Wikidata ] | | |